# Cantón de Barenton
El cantón de Barenton era una división administrativa francesa, que estaba situada en el departamento de Mancha y la región de Baja Normandía.

## Composición
El cantón estaba formado por cuatro comunas:
- Barenton
- Ger
- Saint-Cyr-du-Bailleul
- Saint-Georges-de-Rouelley

## Supresión del cantón de Barenton
En aplicación del Decreto n.º 2014-246 de 25 de febrero de 2014, el cantón de Barenton fue suprimido el 22 de marzo de 2015 y sus 4 comunas pasaron a formar parte del nuevo cantón de Le Mortainais.